# Carl Hagman
Den här sidan handlar om sångaren och skådespelaren Carl Hagman född 1890 och död 1949. För den äldre sångaren och skådespelaren delvis verksam i Ryssland född 1864 och död 1921 se Carl Hagman (operasångare).

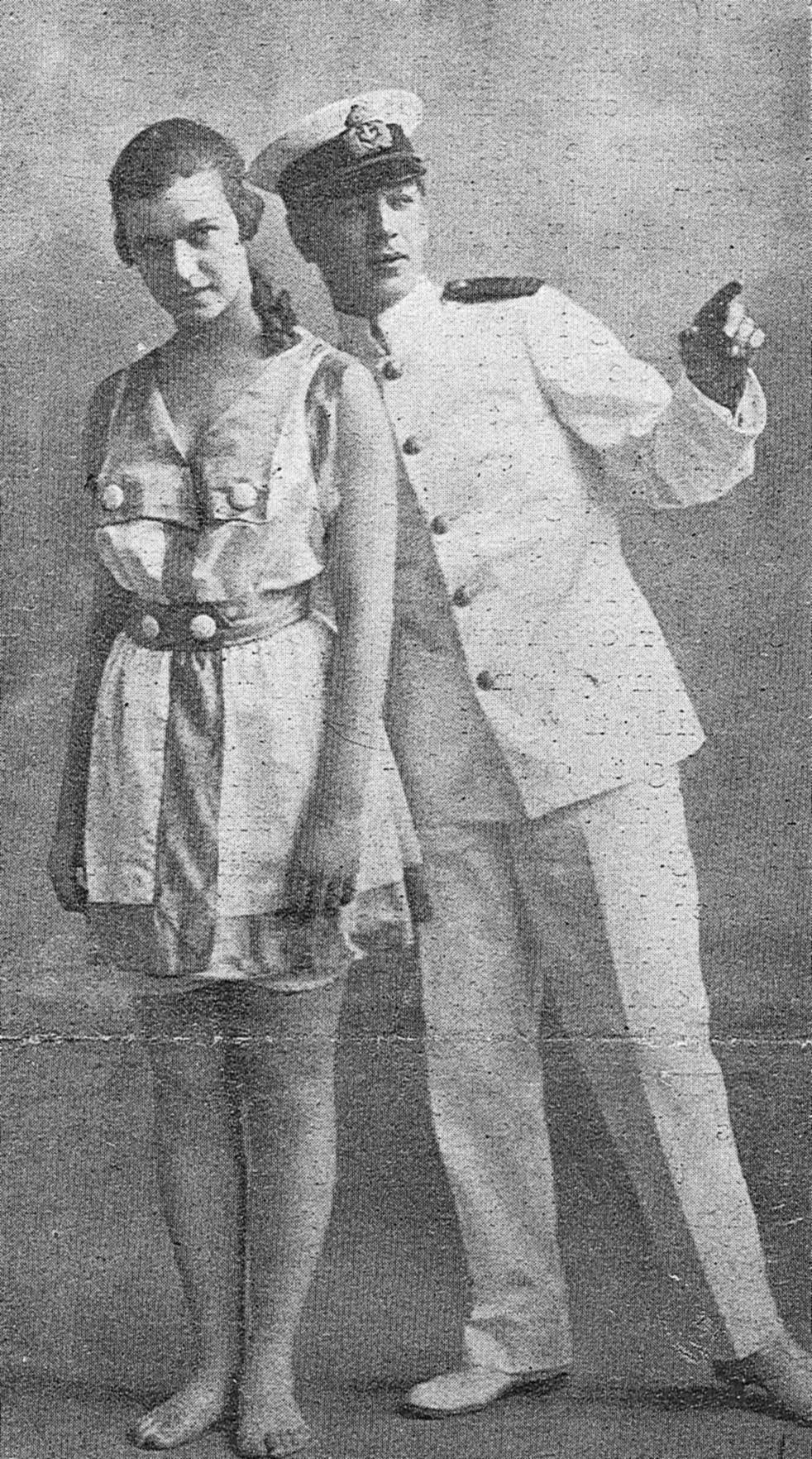
Calle Hagman under sin "charmörsperiod", här mot Ester Anderson i Folkteaterns höstrevy 1916.

Carl Arvid Walfrid "Calle" Hagman, född 12 oktober 1890 i Adolf Fredriks församling i Stockholm, död 7 februari 1949 i Oscars församling, Stockholm, var en svensk sångare, komiker och skådespelare.

## Biografi
Hagman anställdes efter avslutad skolgång vid Axel Lindblads Opera- och operettsällskap och scendebuterade 1907 med Tiggarstudenten. Han filmdebuterade redan 1908 med ett steppdansnummer. Sedan han 1909 lämnat Axel Lindblads Opera- och operettsällskap var han 1909–1910 anställd hos Sigrid Eklöf-Trobäck och 1910–1911 hos John Liander. Han kom 1911 till Folkteatern i Göteborg där han gjorde charmörroller. 1920 lämnade han Göteborg för Stockholm där han arbetade vid olika teatrar men återvände 1922–1924 till Göteborg innan han återflyttade till Stockholm.
Under 1920- och 1930-talen var han en av de ledande komikerna i Karl Gerhards revyensemble, som i revyn Gullregn där hans trumslagarnummer var ett av revyns bästa. Utöver teater och revyer spelade han även operett och medverkade i ett 50-tal filmroller. 
Hagman var gift 1925–1941 med Emma "Emy" Blomster (Hagman). Deras dotter var skådespelaren och sångerskan Britt Hagman. Därefter var han från 1941 gift med Britt Torbjörnsson (1911–1948). Han var bror till skådespelaren Wictor Hagman.
Calle Hagman avled den 7 februari 1949 av en hjärnblödning. Han är begravd på Norra begravningsplatsen i Stockholm.

## Filmografi
- 1911 – Blott en dröm
- 1923 – Boman på utställningen
- 1929 – Ville Andesons äventyr
- 1930 – Flottans lilla fästmö
- 1930 – För hennes skull
- 1932 – Ett skepp kommer lastat
- 1933 – Pettersson & Bendel
- 1936 – 65, 66 och jag
- 1937 – Pensionat Paradiset
- 1938 – Bara en trumpetare
- 1939 – Vi på Solgläntan
- 1940 – Swing it, magistern!
- 1941 – Hemtrevnad i kasern
- 1941 – Magistrarna på sommarlov
- 1941 – Tåget går klockan 9
- 1941 – Fröken Kyrkråtta
- 1941 – Stackars Ferdinand
- 1942 – En sjöman i frack
- 1942 – Halta Lottas krog
- 1942 – Livet på en pinne
- 1942 – Sexlingar
- 1942 – En trallande jänta
- 1942 – Tre glada tokar
- 1942 – Tre skojiga skojare
- 1943 – Fångad av en röst
- 1943 – I mörkaste Småland
- 1943 – Hon trodde det var han
- 1943 – Professor Poppes prilliga prillerier
- 1943 – Det spökar - det spökar ...
- 1944 – Prins Gustaf
- 1944 – Fattiga riddare
- 1944 – Örnungar
- 1944 – Lilla helgonet
- 1945 – Hans Majestät får vänta
- 1945 – Bröderna Östermans huskors
- 1945 – Trötte Teodor
- 1946 – Stiliga Augusta
- 1946 – Saltstänk och krutgubbar
- 1946 – 91:an Karlsson. "Hela Sveriges lilla beväringsman"
- 1946 – Rötägg
- 1946 – Onsdagsväninnan
- 1947 – Ingen väg tillbaka
- 1947 – 91:an Karlssons permis
- 1947 – Bruden kom genom taket
- 1947 – Försummad av sin fru
- 1947 – Här kommer vi
- 1947 – Kronblom
- 1947 – Den långa vägen
- 1947 – Sjätte budet
- 1948 – En svensk tiger
- 1948 – Robinson i Roslagen
- 1948 – Flottans kavaljerer
- 1948 – Intill helvetets portar
- 1949 – Greven från gränden
- 1949 – Sven Tusan
- 1950 – Stjärnsmäll i Frukostklubben
- 1952 – Snurren direkt (postumt)
- 1952 – Kronans glada gossar (postumt)

## Teater

### Roller (ej komplett)
| År   | Roll                          | Produktion                                                               | Regi                             | Teater                                        |
| ---- | ----------------------------- | ------------------------------------------------------------------------ | -------------------------------- | --------------------------------------------- |
| 1910 | Vegesack                      | En sommarnattsdans, eller Balettens triumf på Söder, revy Algot Sandberg | Algot Sandberg Wilhelm Berndtson | Södra Varietén                                |
| 1911 |                               | Krigarlif, revy Emil Norlander                                           | Justus Hagman                    | Kristallsalongen                              |
| 1911 |                               | Pippi, revy Otto Hellkvist och Oscar Hemberg                             |                                  | Kristallsalongen                              |
| 1917 | Medverkande                   | Atlanten vid Kristinehamn, revy Axel Engdahl                             |                                  | Folkteatern                                   |
| 1919 | Medverkande                   | Kaos eller Ta't lätt, revy Axel Engdahl                                  |                                  | Folkteatern, Göteborg/ Folkteatern, Stockholm |
| 1921 | Mercurius                     | Än leva de gamla gudar Otto Hellkvist                                    | Svasse Bergqvist                 | Vasateatern                                   |
| 1927 | Michael                       | Dibbuk - Mellan tvenne världar S. Ansky                                  | Robert Atkins                    | Oscarsteatern                                 |
| 1928 | Medverkande                   | Sådan är du, revy Karl-Ewert                                             |                                  | Folkets hus teater                            |
| 1928 | De Geer Bokhandlaren Holmberg | Gustaf III August Strindberg                                             | Rune Carlsten                    | Oscarsteatern                                 |
| 1928 | Theodor Pettersson, kansliråd | Hurra! En pojke! Franz Arnold och Ernst Bach                             | Sigurd Wallén                    | Södra Teatern                                 |
| 1928 | Bill, amerikansk tramp        | Spindeln Fulton Oursler och Lowell Brentano                              |                                  | Södra Teatern                                 |
| 1930 | Medverkande                   | Stockholm blir Stockholm, revy Svasse Bergqvist                          | Franz Engelke Adolf Niska        | Vasateatern                                   |
| 1932 | Medverkande                   | Tidens ansikten, en femtonöresopera, revy Karl Gerhard                   | Karl Gerhard                     | Vasateatern                                   |
| 1933 | Medverkande                   | Oss greker emellan Karl Gerhard                                          |                                  | Folkteatern                                   |
| 1934 | Medverkande                   | Mitt vänliga fönster, revy Karl Gerhard                                  | Karl Gerhard                     | Folkteatern                                   |
| 1936 | Medverkande                   | Köpmännen i Nordens Venedig, revy Karl Gerhard                           | Gösta Stevens                    | Folkteatern                                   |
| 1937 | Medverkande                   | Karl Gerhards vershus, revy Karl Gerhard                                 |                                  | Folkan                                        |
| 1937 | Domaren                       | Axel i sjunde himlen Paul Morgan, Hans Schütz och Ralph Benatzky         | Max Hansen                       | Vasateatern                                   |
| 1938 | Medverkande                   | Sommar och sol över stan, revy                                           |                                  | Royal                                         |
| 1942 | Andy Hawks                    | Teaterbåten Jerome Kern och Oscar Hammerstein II                         | Leif Amble-Naess                 | Oscarsteatern                                 |
| 1944 | Borgmästare Trillebit         | Serenad Staffan Tjerneld och Lajos Lajtai                                | Leif Amble-Naess                 | Oscarsteatern                                 |
| 1946 | Medverkande                   | Ett lysande elände, revy Karl Gerhard                                    | Hasse Ekman                      | Oscarsteatern                                 |
| 1946 | Mr van Dye                    | Eskapad Lajos Lajtai och Staffan Tjerneld                                | William Mollison                 | Oscarsteatern                                 |
| 1947 |                               | Det var en gång... Holger Drachmann                                      | Åke Ohberg                       | Skansens friluftsteater                       |
| 1947 |                               | Lorden från gränden Noel Gay och L. Arthur Rose                          | Nils Poppe                       | Södra Teatern                                 |